# Jonnathan Mina
Jonnathan Gabriel Mina Jara (n. Cuenca, Ecuador; 28 de marzo de 1995) es un futbolista ecuatoriano. Juega de centrocampista y su equipo actual es Aucas de la Serie A de Ecuador.

## Trayectoria

### Inicios
Se formó en el Deportivo Cuenca desde el 2011 en las categorías sub-16, sub-18 y sub-20 hasta el 2014, aunque no tuvo la oportunidad de debutar en el equipo de primera, jugó 93 partidos y marcó un gol con las categorías inferiores. En mayo de 2015 es cedido a préstamo al Estrella Roja de la Segunda Categoría de Ecuador, en aquel equipo jugó 9 partidos y marcó un gol, después regresa al Deportivo Cuenca.

### Atlético Santo Domingo
En el 2016 llegó en condición libre al Atlético Santo Domingo, donde jugó 5 partidos y no marcó goles. Para el 2017 es contratado por dos temporada por el San Francisco Azogues nuevamente de la Segunda Categoría, equipo en el cual tuvo la oportunidad de jugar en 53 partidos y de anotar en 9 ocasiones.

### Liga de Loja
En el mes de febrero de 2019 llegó a Liga de  Loja para disputar el torneo de la Serie B 2019, pero por los malos resultados obtenido a lo largo de la temporada su equipo terminó descendiendo a la Segunda Categoría.

### Deportivo Cuenca
En el 2020 vuelve al Deportivo Cuenca.

## Estadísticas

### Clubes
Actualizado al último partido disputado el 16 de agosto de 2025.
| Club                           | Div.          | Temporada     | Liga  | Liga  | Copas nacionales | Copas nacionales | Copas internacionales | Copas internacionales | Total | Total |
| Club                           | Div.          | Temporada     | Part. | Goles | Part.            | Goles            | Part.                 | Goles                 | Part. | Goles |
| ------------------------------ | ------------- | ------------- | ----- | ----- | ---------------- | ---------------- | --------------------- | --------------------- | ----- | ----- |
| Estrella Roja · Ecuador        | 3.ª           | 2015          | 9     | 1     | —                | —                | —                     | —                     | 9     | 1     |
| Estrella Roja · Ecuador        | Total club    | Total club    | 9     | 1     | 0                | 0                | 0                     | 0                     | 9     | 1     |
| Puerto Quito · Ecuador         | 3.ª           | 2016          | 5     | 0     | —                | —                | —                     | —                     | 5     | 0     |
| Puerto Quito · Ecuador         | Total club    | Total club    | 5     | 0     | 0                | 0                | 0                     | 0                     | 5     | 0     |
| San Francisco · Ecuador        | 3.ª           | 2017          | 26    | 4     | —                | —                | —                     | —                     | 26    | 4     |
| San Francisco · Ecuador        | 3.ª           | 2018          | 25    | 4     | 2                | 1                | —                     | —                     | 27    | 5     |
| San Francisco · Ecuador        | Total club    | Total club    | 51    | 8     | 2                | 1                | 0                     | 0                     | 53    | 9     |
| Liga de Loja · Ecuador         | 2.ª           | 2019          | 26    | 0     | 2                | 0                | —                     | —                     | 28    | 0     |
| Liga de Loja · Ecuador         | Total club    | Total club    | 26    | 0     | 2                | 0                | 0                     | 0                     | 28    | 0     |
| Deportivo Cuenca · Ecuador     | 1.ª           | 2020          | 17    | 0     | —                | —                | —                     | —                     | 17    | 0     |
| Deportivo Cuenca · Ecuador     | Total club    | Total club    | 17    | 0     | 0                | 0                | 0                     | 0                     | 17    | 0     |
| Universidad Católica · Ecuador | 1.ª           | 2021          | 2     | 0     | —                | —                | 1                     | 0                     | 3     | 0     |
| Universidad Católica · Ecuador | Total club    | Total club    | 2     | 0     | 0                | 0                | 1                     | 0                     | 3     | 0     |
| Gualaceo S. C. · Ecuador       | 1.ª           | 2022          | 19    | 0     | 2                | 0                | —                     | —                     | 21    | 0     |
| Gualaceo S. C. · Ecuador       | Total club    | Total club    | 19    | 0     | 2                | 0                | 0                     | 0                     | 21    | 0     |
| Delfín S. C. · Ecuador         | 1.ª           | 2023          | 28    | 0     | —                | —                | 1                     | 0                     | 29    | 0     |
| Delfín S. C. · Ecuador         | Total club    | Total club    | 28    | 0     | 0                | 0                | 1                     | 0                     | 29    | 0     |
| Aucas · Ecuador                | 1.ª           | 2024          | 26    | 0     | 2                | 0                | 1                     | 0                     | 29    | 0     |
| Aucas · Ecuador                | 1.ª           | 2025          | 24    | 1     | 1                | 0                | 1                     | 0                     | 26    | 1     |
| Aucas · Ecuador                | Total club    | Total club    | 50    | 1     | 3                | 0                | 2                     | 0                     | 55    | 1     |
| Total carrera                  | Total carrera | Total carrera | 207   | 10    | 9                | 1                | 4                     | 0                     | 220   | 11    |
| 1. 2.                          |               |               |       |       |                  |                  |                       |                       |       |       |

## Palmarés

### Campeonatos provinciales
| Título                         | Club          | Año  |
| ------------------------------ | ------------- | ---- |
| Segunda Categoría de Pichincha | Puerto Quito  | 2016 |
| Segunda Categoría del Cañar    | San Francisco | 2017 |
| Segunda Categoría del Cañar    | San Francisco | 2018 |